# Episodi di CSI - Scena del crimine (prima stagione)

Immagine dalla sigla della prima stagione di CSI - Scena del crimine

La prima stagione della serie televisiva statunitense CSI - Scena del crimine è stata trasmessa dalla CBS dal 6 ottobre 2000 al 17 maggio 2001, mentre in Italia è andata in onda in prima visione sul canale a pagamento Tele+ dal 13 settembre 2001 al 14 febbraio 2002 e in chiaro in prima visione su Italia 1 dal 13 settembre 2002 al 21 marzo 2003.
| nº | Titolo originale     | Titolo italiano          | Prima TV USA     | Prima TV Italia   |
| -- | -------------------- | ------------------------ | ---------------- | ----------------- |
| 1  | Pilot                | CSI - Scena del crimine  | 6 ottobre 2000   | 13 settembre 2001 |
| 2  | Cool Change          | La svolta                | 13 ottobre 2000  | 20 settembre 2001 |
| 3  | Crate 'n' Burial     | Sepolta viva             | 20 ottobre 2000  | 27 settembre 2001 |
| 4  | Pledging Mr. Johnson | L'iniziazione            | 27 ottobre 2000  | 4 ottobre 2001    |
| 5  | Friends and Lovers   | Amici e amanti           | 3 novembre 2000  | 11 ottobre 2001   |
| 6  | Who Are You?         | Contro ogni evidenza     | 10 novembre 2000 | 18 ottobre 2001   |
| 7  | Blood Drops          | Legami di sangue         | 17 novembre 2000 | 25 ottobre 2001   |
| 8  | Anonymous            | Anonimo                  | 24 novembre 2000 | 1º novembre 2001  |
| 9  | Unfriendly Skies     | Omicidio in prima classe | 8 dicembre 2000  | 8 novembre 2001   |
| 10 | Sex, Lies and Larvae | Sesso, bugie e larve     | 22 dicembre 2000 | 15 novembre 2001  |
| 11 | I-15 murders         | Morte sulla I-15         | 12 gennaio 2001  | 22 novembre 2001  |
| 12 | Fahrenheit 932       | Fahrenheit 932           | 1º febbraio 2001 | 29 novembre 2001  |
| 13 | Boom!                | Boom!                    | 8 febbraio 2001  | 6 dicembre 2001   |
| 14 | To Halve and To Hold | Amore e morte            | 15 febbraio 2001 | 13 dicembre 2001  |
| 15 | Table Stakes         | DNA a confronto          | 22 febbraio 2001 | 20 dicembre 2001  |
| 16 | Too Tough To Die     | Difetti del sistema      | 1º marzo 2001    | 27 dicembre 2001  |
| 17 | Face Lift            | Doppia personalità       | 8 marzo 2001     | 3 gennaio 2002    |
| 18 | $35K O.B.O.          | Rilancio mortale         | 29 marzo 2001    | 10 gennaio 2002   |
| 19 | Gentle, Gentle       | Con dolcezza             | 12 aprile 2001   | 17 gennaio 2002   |
| 20 | Sounds of Silence    | Il suono del silenzio    | 19 aprile 2001   | 24 gennaio 2002   |
| 21 | Justice Is Served    | La giustizia è servita   | 26 aprile 2001   | 31 gennaio 2002   |
| 22 | Evaluation Day       | Una testa senza corpo    | 10 maggio 2001   | 7 febbraio 2002   |
| 23 | The Strip Strangler  | Lo strangolatore         | 17 maggio 2001   | 14 febbraio 2002  |

## CSI - Scena del crimine
- Titolo originale: Pilot
- Diretto da: Danny Cannon
- Scritto da: Anthony E. Zuiker

### Trama
Un uomo viene trovato morto nella sua vasca da bagno, apparentemente suicida. Solo Grissom ipotizza un omicidio, ma il caso resterà irrisolto. Nick e Warrick competono per risolvere il loro centesimo caso. Il primo investiga su un uomo picchiato e derubato da una prostituta, mentre il secondo segue con Catherine il caso di un uomo ucciso mentre tentava di introdursi in un'abitazione. Warrick commetterà il più grosso sbaglio della sua vita lasciando sola la giovane aspirante criminologa Holly Gribbs, per andare a scommettere per conto di un giudice corrotto che lo ricatta. La ragazza sulla scena del crimine viene ferita gravemente.
- Special guest star: Skip O'Brien, Matt O'Toole (Paul Millander), Harrison Young (Judge Cohen), Chandra West (Holly Gribbs), Garland Whitt (Jerrod Cooper)
- Altri interpreti: John Pyper-Ferguson, Allan Rich, Susan Gibney, Eric Szmanda, Royce D. Applegate, Barbara Tarbuck, Nancy Fish, Cedrick Terrell
- Ascolti TV Italia: 3 231 000 telespettatori.[1]

## La svolta
- Titolo Originale: Cool Change
- Diretto da: Michael W. Watkins
- Scritto da: Anthony E. Zuiker

### Trama
Holly muore in ospedale e Warrick viene sospeso, il capitano Brass è rispedito alla Omicidi e Grissom viene nominato nuovo capo del team CSI. Subito questi decide di affiancare alla squadra un nuovo componente, ovvero la sua ex allieva Sara Sidle. Tra Sara e Catherine ci saranno molte incomprensioni, ma alla fine riusciranno a trovare chi ha sparato alla ragazza. Intanto Grissom e Nick indagano sulla morte di un uomo che aveva appena vinto quaranta milioni di dollari al casinò.
- Guest star: Chandra West (Holly Gribbs), Garland Whitt (Jerrod Cooper), Harrison Young (Judge Cohen)
- Altri interpreti: Tim De Zarn, Ellen Crawford, Johnny Messner, Timilee Romolini, Judith Scott
- In Memoria di Owen Wolf
- Ascolti TV Italia: 3 231 000 telespettatori.[1]

## Sepolta viva
- Titolo originale: Crate 'n Burial
- Diretto da: Danny Cannon
- Scritto da: Ann Donahue

### Trama
La moglie di un miliardario viene rapita e per il suo rilascio vengono richiesti due milioni di dollari, ma il caso, del quale si occupano Grissom, Sara e Nick, non è semplice come appare. Intanto Catherine e Warrick si occupano di un pirata della strada che ha ucciso una giovane ragazza.
- Guest star: Judith Scott (dott. Jenna Williams), Sam Jones III (James Moore), Jolene Blalock (Laura Garas)
- Altri interpreti: John Beasley, Erich Anderson, Hamilton von Watts, John Livingston
- Ascolti TV Italia: 3 412 000 telespettatori.[2]

## L'iniziazione
- Titolo originale: Pledging Mr. Johnson
- Diretto da: R.J. Lewis
- Scritto da: Josh Berman e Anthony E. Zuiker

### Trama
Due pescatori trovano nel lago Mead una gamba femminile tagliata. Grissom e Catherine investigano su questo caso. Un errore di quest'ultima porterà a un'altra morte. Nick e Sara si occupano di uno studente universitario, appartenente a una confraternita, apparentemente morto suicida. Warrick dovrà ancora vedersela con i loschi traffici del giudice Cohen, ma riuscirà a denunciarlo alla polizia.
- Guest star: Judith Scott (dott. Jenna Watsons), Harrison Young (Judge Cohen), Grant Heslov (dott. Corbet)
- Altri interpreti: Jim Ortlieb, Vyto Ruginis, Mark Famiglietti, Craig Allen Wolf, Eric Szmanda
- Ascolti TV Italia: 3 515 000 telespettatori.[2]

## Amici e amanti
- Titolo originale: Friends & Lovers
- Diretto da: Lou Antonio
- Scritto da: Andrew Lipsitz

### Trama
Grissom e Warrick indagano sulla morte di un giovane, trovato completamente nudo nel deserto. Il preside di una scuola viene ucciso ed è presente una confessione che non convince Catherine e Nick. Sara invece è alle prese con lo strano caso del corpo di una donna che, una settimana dopo il suo funerale, viene ritrovato glassato in un cassonetto.
- Guest star: Judith Scott (dott. Jenna Watsons)
- Altri interpreti: Kelly Connell, Milo Ventimiglia, Amy Carlson, Elena Lyons, Eric Szmanda, Jeff Parise, Timothy Landfield
- Ascolti TV Italia: 3 140 000 telespettatori.[3]

## Contro ogni evidenza
- Titolo originale: Who Are You?
- Diretto da: Danny Cannon
- Scritto da: Carol Mendelsohn e Josh Berman

### Trama
Uno scheletro femminile viene ritrovato nelle fondamenta di una casa, ad occuparsene saranno Grissom e Nick. Catherine vuole indagare su un caso in cui è coinvolto il suo ex marito Eddie, accusato di violenza sessuale su una ballerina. Warrick e Sara saranno alle prese con un caso di omicidio il cui principale sospettato è un poliziotto.
- Guest star: Judith Scott (dott. Jenna Watsons), Pamela Gidley (Teri Miller)
- Altri interpreti: Timothy Carhart, Tony Crane, Robert David Hall, K. K. Dodds, Andy Buckley, Eric Szmanda, Anne E. Curry
- Ascolti TV Italia: 3 548 000 telespettatori.[3]

## Legami di sangue
- Titolo originale: Blood Drops
- Diretto da: Kenneth Fink
- Scritto da: Ann Donahue e Tish McCarthy

### Trama
Tutta la squadra è coinvolta nel caso del massacro della famiglia Collins. Le uniche sopravvissute sono le sorelle Tina (18 anni) e Brenda (4 anni). All'inizio si sospetta che sia una carneficina compiuta da una setta, ma la verità è molto più orrenda: il colpevole è il fidanzato di Tina ed è proprio quest'ultima la mandante della strage. Grissom e gli altri scoprono, attraverso le prove e una confessione del fidanzato prima e di Tina poi, che il padre della famiglia stuprava Brenda e che, fino a pochi anni prima, aveva fatto lo stesso con Tina, mettendola anche incinta, la quale ha partorito Brenda all'età di 13 anni: infatti Brenda, in realtà, è figlia e, al contempo, sorellastra di Tina che, odiando a morte il padre per aver iniziato ad abusare anche di sua figlia, ne ha organizzato l'omicidio con la collaborazione del fidanzato. I fratelli e la madre, inoltre, sono stati uccisi perché hanno sempre saputo degli abusi subiti da Tina prima e da Brenda poi, ma non hanno mai fatto niente per proteggerle dal crudele padre. Invece Catherine sarà alle prese con l'ex marito che la denuncia per negligenza.
- Guest star: Marc Vann (Conrad Ecklie), Dakota Fanning (Brenda Collins), Aasif Mandvi (dott. Leever)
- Altri interpreti: Timothy Carhart, Allison Lange, Robert David Hall, Glenn Morshower
- Nota: Nelle stagioni quarta, sesta e nona vi è rispettivamente un episodio con lo stesso titolo italiano.
- Ascolti TV Italia: 3 842 000 telespettatori.[4]

## Anonimo
- Titolo originale: Anonymous
- Diretto da: Danny Cannon
- Scritto da: Eli Talbert e Anthony E. Zuiker

### Trama
Un uomo viene trovato morto nella vasca da bagno, apparentemente suicida. La seconda vittima con cui il gruppo ha a che fare ha la stessa data di nascita della precedente. Grissom, Catherine e Sara capiranno di avere a che fare con un serial killer il cui viso è già loro noto. Un turista cade con la sua auto in una scarpata ed entra in coma, Warrick e Nick indagano.
- Guest star: Matt O' Toole (Paul Millander), Howard S. Miller (Homeless Guy)
- Altri interpreti: Barbara Tarbuck, Tom McCleister, Ricky Harris, Eric Szmanda, Robert David Hall, Sheeri Rappaport
- Ascolti TV Italia: 3 842 000 telespettatori.[4]

## Omicidio in prima classe
- Titolo originale: Unfriendly Skies
- Diretto da: Michael Shapiro
- Scritto da: Andrew Lipsitz, Carol Mendelsohn e Anthony E. Zuiker

### Trama
Tutta la squadra indaga sull'omicidio di un uomo, assassinato su un aereo diretto a Las Vegas. Il caso appare difficile dal momento che gli altri passeggeri sono molto riluttanti a collaborare.
- Guest star: Judith Scott (dott. Jenna Williams), Deirdre Quinn (Shannon), James Avery (Preston Cash)
- Altri interpreti: Christine Tucci, Eric Szmanda, Glenn Morshower
- Ascolti TV Italia: 3 383 000 telespettatori.[5]

## Sesso, bugie e larve
- Titolo originale: Sex, Lies and Larvae
- Diretto da: Thomas J. Wright
- Scritto da: Josh Berman e Ann Donahue

### Trama
Una donna viene ritrovata morta nel deserto con il corpo pieno di larve e altri insetti. Il primo sospetto di Grissom e Sara è il marito, che però era fuori città quando è stato compiuto l'omicidio. Catherine e Warrick si occupano del furto di un quadro di grande valore, mentre Nick indaga sulla scomparsa di una donna, la cui auto è stata trovata ad una fermata dell'autobus.
- Guest star: Mark Moses (Scott Shelton)
- Altri interpreti: John Getz, Jennifer Sommerfield, Robert David Hall, Glenn Morshower, Marc Vann
- Ascolti TV Italia: 4 062 000 telespettatori.[5]

## Morte sulla I-15
- Titolo originale: I-15 Murders
- Diretto da: Oz Scott
- Scritto da: Carol Mendelsohn

### Trama
Una donna viene rapita in un supermercato sulla Interstate 15. Questo caso, di cui si occupano Grissom e Catherine, è in correlazione con altri quattro rapimenti, avvenuti tutti lungo questa strada transcontinentale. Ci sarà molta tensione tra Warrick e Sara, a causa dei problemi legali del primo, ma dovranno collaborare per risolvere l'omicidio di un uomo. Nick avrà ancora a che fare con la bella Kristy Hopkins, una prostituta accusata di aver aggredito senza motivo una guardia giurata.
- Guest star: Krista Allen (Kristy Hopkins)
- Altri interpreti: Travis Fine, Tony Amendola, Eric Szmanda, Judith Scott
- Ascolti TV Italia: 3 285 000 telespettatori.[6]

## Fahrenheit 932
- Titolo originale: Fahrenheit 932
- Diretto da: Danny Cannon
- Scritto da: Jacqueline Zambrano

### Trama
Un uomo, condannato per l'incendio in cui morirono la moglie e il figlio, contatta Grissom e gli chiede di riprendere il caso per dimostrare la sua innocenza. Ad aiutare Grissom ci saranno Sara e Warrick. Catherine e Nick, per far luce sull'omicidio di un corriere adolescente, indirizzano le loro indagini verso il mondo delle scommesse.
- Altri interpreti: Sterling Macer Jr., Jarrad Paul, Fred Koehler, Tamara Clatterbuck, Marc Vann, Chaka Forman
- Ascolti TV Italia: 3 755 000 telespettatori.[6]

## Boom!
- Titolo originale: Boom!
- Diretto da: Kenneth Fink
- Scritto da: Carol Mendelsohn, Josh Berman e Ann Donahue

### Trama
Una bomba esplode nell'Hansen Building, uccidendo una guardia giurata. Il primo sospettato è un'altra guardia appassionata di esplosivi e che non nasconde la sua profonda ammirazione per Grissom. Questi, Sara e Warrick si occuperanno del caso. Kristy Hopkins viene trovata morta strangolata, dopo aver passato una notte bollente con Nick. Accusato dell'omicidio, la sua carriera sembra essere giunta al capolinea; Catherine si impegnerà per farlo scagionare.
- Guest star: Krista Allen (Kristy Hopkins), Stephen Lee (Dominic Kretzker)
- Altri interpreti: Mark Valley, Marc Vann, Gregory Itzin, Tim Redwine, Eric Szmanda, Glenn Morshower, Robert David Hall
- Ascolti TV Italia: 3 810 000 telespettatori.[7]

## Amore e morte
- Titolo originale: To Halve and to Hold
- Diretto da: Lou Antonio
- Scritto da: Andrew Lipsitz e Ann Donahue

### Trama
Un osso umano viene ritrovato nel deserto. A Grissom, Catherine e Nick viene affidato il compito di trovare il resto dello scheletro. Warrick e Sara indagano sulla morte di uno spogliarellista, avvenuta durante una festa di addio al nubilato.
- Guest star: Pamela Gidley (Teri Miller), Ele Keats (Joyce Lanier)
- Altri interpreti: Eileen Ryan, Dorie Barton, Lisa Dean Ryan, Eric Szmanda, Robert David Hall
- Ascolti TV Italia: 3 894 000 telespettatori.[7]

## DNA a confronto
- Titolo originale: Table Stakes
- Diretto da: Danny Cannon
- Scritto da: Carol Mendelsohn, Anthony E. Zuiker e Elizabeth Devine

### Trama
Durante una festa di beneficenza nella villa di Portia Richmond, una nota diva del passato, viene trovato il cadavere di una donna in piscina. Secondo la coppia che ha in custodia la villa, Portia sarebbe in Grecia, anche se tutta la storia ha aspetti poco chiari; Grissom, Catherine, Nick e Sara se ne dovranno occupare. Warrick dovrà intanto vedersela con l'omicidio di un giocatore d'azzardo.
- Guest star: Shawn Christian (Patrick Haynes), Elizabeth Lackey (Amanda Haynes).
- Altri interpreti: Eric Szmanda, Glenn Morshower, Robert David Hall, Sheeri Rappaport
- Ascolti TV Italia: 3 285 000 telespettatori.[8]

## Difetti del sistema
- Titolo originale: Too Tough to Die
- Diretto da: Richard J. Lewis
- Scritto da: Elizabeth Devine

### Trama
Una donna viene brutalmente violentata e ferita gravemente con due colpi di pistola. A indagare saranno Grissom, Nick e Sara, quest'ultima molto coinvolta sul piano emotivo. Un uomo viene ucciso dal vicino di casa, che afferma di averlo fatto per legittima difesa: ad occuparsene saranno Warrick e Catherine. Quest'ultima avrà ancora a che fare con le accuse infondate del marito.
- Guest star: Timothy Carhart (Eddie Willows)
- Altri interpreti: Katy Boyer, Geoffrey Rivas, Ntare Mwine, Aldis Hodge, Robert David Hall, Andy Taylor
- Ascolti TV Italia: 3 285 000 telespettatori.[8]

## Doppia personalità
- Titolo originale: Face Lift
- Diretto da: Lou Antonio
- Scritto da: Josh Berman

### Trama
Un uomo viene trovato morto in un negozio, apparentemente ucciso mentre tentava di scassinare una cassaforte. Grazie ad alcuni indizi, Grissom capirà che questo caso è in correlazione con un caso di rapimento di venti anni prima. Sara e Warrick, invece, si occupano del cadavere carbonizzato di una donna, ritrovato nel suo appartamento, morta forse per combustione umana spontanea.
- Guest star: Pamela Gidley (Teri Miller). Brigid Branagh (Tammy Felton)
- Altri interpreti: Reginald VelJohnson, James Eckhouse, John McMurtrey, Larry Holden, Brian Howe, Tom Gallop, Robert David Hall
- Ascolti TV Italia: 3 694 000 telespettatori.[9]

## Rilancio mortale
- Titolo originale: $35K O.B.O.
- Diretto da: Roy H. Wagner
- Scritto da: Eli Talbert

### Trama
All'uscita di un ristorante in cui avevano appena festeggiato il loro anniversario di nozze, una coppia di coniugi viene assassinata e derubata dell'auto. A complicare le cose a Grissom, Sara, Warrick e Nick, accorsi sulla scena del crimine, sarà la pioggia che cancellerà molti indizi importanti. Catherine dovrà invece indagare sul crollo di un edificio nel quale sono morte tre anziane.
- Special guest star: Brad Johnson
- Altri interpreti: Eric Szmanda, Reynaldo Rosales (Justin Green), Louis Mustillo, Robert David Hall, Eric Stonestreet
- Ascolti TV Italia: 3 723 000 telespettatori.[9]

## Con dolcezza
- Titolo originale: Gentle, Gentle
- Diretto da: Danny Cannon
- Scritto da: Ann Donahue

### Trama
Una famiglia benestante denuncia il rapimento del figlio più piccolo, di pochi mesi; l'intero team indagherà sulla sparizione. La ricerca si conclude con la scoperta del corpicino del bimbo, morto soffocato. Grissom inizierà a sospettare che la famiglia stia nascondendo qualcosa e, indagando più a fondo, verrà a galla la terribile verità.
- Altri interpreti: Eric Szmanda, Lisa Darr, Brian McNamara, Reginald VelJohnson, Jesse Littlejohn, Robert David Hall, Eric Stonestreet, Natalie Zea, Terry Bozeman
- Ascolti TV Italia: 4 244 000 telespettatori.[10]

## Il suono del silenzio
- Titolo originale: Sounds of Silence
- Diretto da: Peter Markle
- Scritto da: Josh Berman e Andrew Lipsitz

### Trama
Grissom, Sara e Warrick indagano sulla morte di un ragazzo sordo. Per le indagini, i tre verranno aiutati dalla preside della scuola per sordomuti in cui studiava la vittima. Alla donna Grissom racconterà un inedito lato del suo passato. Intanto Catherine e Nick hanno a che fare con una sparatoria, apparentemente un'esecuzione, avvenuta in una caffetteria, in cui sono morte cinque persone.
- Altri interpreti: Eric Szmanda, Deanne Bray, Mario Schugel, Tom Gallop, Robert David Hall, Elaine Kagan, Jonah Rooney, Austin Nichols, Skip O'Brien
- Ascolti TV Italia: 4 250 000 telespettatori.[10]

## La giustizia è servita
- Titolo originale: Justice is Served
- Diretto da: Thomas J. Wright
- Scritto da: Jerry Stahl

### Trama
Grissom, Warrick e Nick si occupano del caso di un uomo morto, apparentemente sbranato da un animale feroce. L'autopsia rivela però che alcuni organi interni sono stati asportati chirurgicamente. Catherine e Sara indagano invece sulla morte di una bambina di sei anni avvenuta al luna park.
- Special guest star: Brad Johnson, Alicia Coppola
- Altri interpreti: Eric Szmanda, Kelly Connell, W. Earl Brown, Kellie Waymire, Robert David Hall, Skip O'Brien, Lee Arenberg, Albie Selznick, Wayne Wilderson
- Ascolti TV Italia: 4 348 000 telespettatori.[11]

## Una testa senza corpo
- Titolo originale: Evaluation Day
- Diretto da: Kenneth Fink
- Scritto da: Anthony E. Zuiker

### Trama
Una testa viene ritrovata nel bagagliaio di un'auto rubata guidata da due matricole ubriache e vestite solo della biancheria intima; ad occuparsene saranno Grissom e Catherine. Nel deserto viene trovato un corpo senza testa, scarnificato e mutilato, apparentemente caduto dal cielo; qui ad indagare saranno Nick e Sara. Warrick avrà a che fare con un omicidio avvenuto in un carcere minorile; l'unico testimone del delitto è un giovane amico dell'agente.
- Guest star: Pamela Gidley (Teri Miller), Sam Jones III (James Moore), Shonda Farr (Lori)
- Altri interpreti: Eric Szmanda, John Beasley, Robert David Hall, Ingo Neuhaus, Robb Derringer, Keri Lynn Pratt
- Ascolti TV Italia: 4 129 000 telespettatori.[11]

## Lo strangolatore
- Titolo originale: Strip Strangler
- Diretto da: Danny Cannon
- Scritto da: Ann Donahue

### Trama
Un serial killer di giovani donne sta terrorizzando Las Vegas. L'assassino sembra prendersi gioco della scientifica lasciando apposta sulla scena del crimine degli indizi fuorvianti. Il caso passerà poi all'FBI, non senza scatenare le ire di Grissom che verrà sospeso dallo sceriffo. Inoltre Sara si offre come esca per adescare il killer. Quando i federali fanno un arresto, Grissom capisce che si sono sbagliati ed individua il vero assassino.
- Guest star: Michael Cerveris (Syd Booth Goggle), Gregg Henry (Agente speciale Rick Culpepper).
- Altri interpreti: Eric Szmanda, Rainn Wilson, Robert David Hall, Glenn Morshower, Randall Slavin
- Ascolti TV Italia: 4 854 000 telespettatori, 20.1 % share.[12]